# Liste der portugiesischen Botschafter in Nordkorea
Die Liste der portugiesischen Botschafter in Nordkorea listet die Botschafter der Republik Portugal in Nordkorea auf. Die Länder unterhalten seit 1975 direkte diplomatische Beziehungen.
Im Jahr 1976 akkreditierte sich der erste portugiesische Botschafter in Nordkorea, Portugals Vertreter mit Amtssitz in der russischen Hauptstadt Moskau. Eine eigene Botschaft in der nordkoreanischen Hauptstadt Pjöngjang eröffnete Portugal bislang nicht, das Land gehörte zunächst zum Amtsbezirk der portugiesischen Botschaft in Moskau, ab 1981 zu dem der Botschaft in Peking (China) und seit 2002 zu dem der Botschaft in Seoul (Südkorea), deren jeweiliger Missionschef dazu in Nordkorea zweitakkreditiert wird (Stand 2019).

## Missionschefs
| Name                                           | Bild      | Amtszeit  | Anmerkungen                                                                      |
| Nordkorea                                      | Nordkorea | Nordkorea | Nordkorea                                                                        |
| ---------------------------------------------- | --------- | --------- | -------------------------------------------------------------------------------- |
| Mário Viçoso Neves                             |           | ab 1974   | Botschafter mit Amtssitz Moskau, am 21. Juni 1976 in Pjöngjang akkreditiert      |
| Fernando Magalhães Cruz                        |           | ab 1978   | Botschafter mit Amtssitz Moskau, am 16. November 1978 in Pjöngjang akkreditiert  |
| António Eduardo de Carvalho Ressano Garcia     |           | ab 1981   | Botschafter mit Amtssitz Peking, am 25. September 1981 in Pjöngjang akkreditiert |
| José Manuel Duarte de Jesus                    |           | ab 1995   | Botschafter mit Amtssitz Peking, am 4. Mai 1995 in Pjöngjang akkreditiert        |
| Pedro Manuel dos Reis Alves Catarino           |           | ab 1997   | Botschafter mit Amtssitz Peking, 1997 in Pjöngjang akkreditiert                  |
| Carlos Manuel Leitão Frota                     |           | ab 2002   | Botschafter mit Amtssitz Seoul                                                   |
| Henrique Manuel Vilela da Silveira Borges      |           | ab 2007   | Botschafter mit Amtssitz Seoul                                                   |
| António Manuel do Amaral Quinteiro Lopes Nobre |           | seit 2012 | Botschafter mit Amtssitz Seoul                                                   |
| Manuel António Gonçalves de Jesus              |           | seit 2017 | Botschafter mit Amtssitz Seoul                                                   |